# Brian Kerr (Fußballtrainer)
Brian Kerr (* 3. März 1953 in Dublin) ist ein irischer Fußballtrainer. Bekannt wurde er vor allem als Coach der irischen Fußballnationalmannschaft, die er zwischen 2003 und 2005 betreute.

## Frühe Stationen
Nachdem er in seiner Jugend unter anderem als Fußballspieler und Boxer aktiv gewesen war, begann Kerr bereits im Alter von 18 Jahren mit der Betreuung verschiedener Jugendmannschaften. Parallel arbeitete ar als Laborant am University College Dublin. Nach verschiedenen Stationen als Jugendtrainer wurde Kerr Ende der Siebziger Assistenztrainer bei den Erstligisten Home Farm FC und Drogheda United, ehe er der irischen Fußballlegende Liam Tuohy bei der Betreuung der irischen Jugendnationalmannschaften assistierte.

## St Patrick’s Athletic
Kerrs erste Stelle als Cheftrainer war die Position beim Dubliner Vorortverein St Patrick’s Athletic, die er von 1986 bis 1996 innehatte. Mit den „Pats“ gewann er zweimal (1990 und 1996) die irische Meisterschaft und führte den Traditionsclub somit erstmals seit 1956 wieder zum bedeutendsten nationalen Titel. Seit der finanziellen Krise des Vereins 1992 ist Kerr zudem einer der Teilhaber des Clubs.

## Irische Jugendnationalmannschaft
Kerr verließ St. Patrick’s Athletic (und das University College Dublin) zum Jahresende 1996, um Trainer der irischen Jugendnationalmannschaften zu werden. Zwischen 1996 und 2003 betreute Kerr sämtliche Teams von der U-16 bis zur U-20. Bereits bei seinem ersten größeren Turnier, der Junioren-Fußballweltmeisterschaft 1997 konnte seine Mannschaft um Stürmer Damien Duff die Bronzemedaille erringen und erreichte damit einen der größten Erfolge in der Geschichte des irischen Fußballs. Im Jahr darauf führte Kerr sowohl die U-16 als auch die U-18 zum Gewinn der Europameisterschaft – bis heute die beiden einzigen Titel irischer Nationalmannschaften. Neben Duff gehörten auch spätere Stars wie John O’Shea oder Robbie Keane zum Stamm von Kerrs Auswahl.

## Irische Nationalmannschaft
Nach seiner erfolgreichen Zeit als Jugendcoach wurde Kerr 2003 zum Nachfolger von Mick McCarthy als irischer Nationaltrainer ernannt. McCarthy war zuvor mit der Nationalmannschaft bei der WM 2002 im Achtelfinale gescheitert, zudem galt dessen Verhältnis zum Mannschaftskapitän Roy Keane als zerrüttet. Nachdem unter McCarthys Regie auch die ersten beiden Partien in der Qualifikation zur Europameisterschaft 2004 verloren wurden, wurde dieser durch Kerr ersetzt. Am Ende belegten die Iren Rang drei in ihrer Gruppe und konnten daher nicht an den europäischen Titelkämpfen in Portugal teilnehmen. Unglücklich verlief auch die Qualifikation für die Weltmeisterschaft 2006, als Irland seine Gruppe als Vierter beendete. Im letzten Heimspiel gegen die Schweiz, die bereits 2004 in der Endabrechnung vor Irland gestanden hatte, hätte dem irischen Team ein Sieg gereicht, das Spiel endete jedoch 0:0. Nach dem Ausscheiden wurde Kerrs Vertrag nicht verlängert, Nachfolger wurde Steve Staunton.

## Rückkehr zu St Patrick’s Athletic
Im März 2007 kehrte Kerr wieder zu St Patrick’s Athletic zurück, jedoch nicht in der Rolle des Trainers, sondern als technischer Direktor. Am 18. Mai 2008 kündigte er seinen Posten bei dem irischen Verein.

## Nationaltrainer der Färöer
Seit dem 6. April 2009 war Kerr Nationaltrainer der Färöer. Am 9. September 2009 gelang seiner Mannschaft durch ein 2:1 gegen Litauen der erste Sieg der Färöer in einem Pflichtspiel seit 2001. Das Engagement lief am 31. Oktober 2011 aus, über eine Verlängerung konnte keine Einigung erzielt werden.